# Robert Ibáñez
Roberto Ibáñez Castro (ur. 22 marca 1993 w Walencji) – hiszpański piłkarz występujący na pozycji pomocnika w klubie CA Osasuna.